# Weihnachtsmannfreie Zone

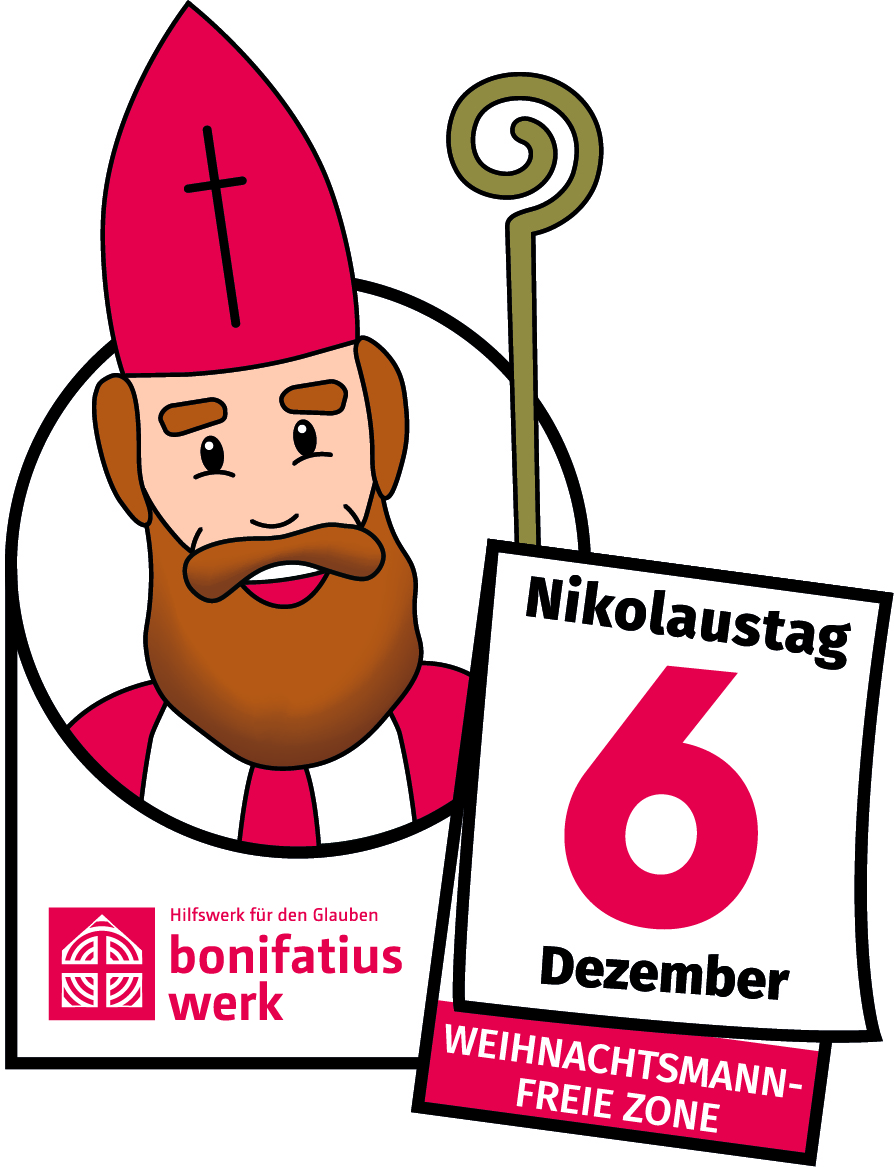
Logo der „Weihnachtsmannfreien Zone“ seit 2018

Weihnachtsmannfreie Zone (WmfZ) ist die Nikolausaktion des Bonifatiuswerks der deutschen Katholiken, mit der das Brauchtum des vorweihnachtlichen Schenkens, das mit der Kunstfigur „Weihnachtsmann“ verbunden ist, auf seinen Ursprung in der Verehrung des Bischofs Nikolaus von Myra als Freund der Kinder und Helfer von Menschen in Not zurückbezogen werden soll.
Die Nikolausaktion des Bonifatiuswerks besteht seit 2002 und ruft dazu auf, „Gutes zu tun, so wie es der heilige Nikolaus schon getan hat“. Der Bischof von Myra gilt als Schutzpatron der Kinder und „Vorreiter der Kinderrechte“ und wird als Vorbild für ein christlich inspiriertes wohltätiges Handeln dargestellt, als das ihn zahlreiche Legenden schildern. Mit dem Slogan „Echt gut.“ will die Kampagne ein Zeichen für den „echten“ Nikolaus setzen, der nicht mit dem Weihnachtsmann verwechselt werden soll. Seit etwa der Mitte des 19. Jahrhunderts wurde die Gestalt des heiligen Bischofs Nikolaus als Gabenbringer zum „Weihnachtsmann“ säkularisiert und verlor ihren Ornat (Albe, Stola und Chormantel oder Messgewand), den Bischofsstab und die Mitra. An die Stelle des liturgischen Gewands traten beim Weihnachtsmann Mantel und Zipfelmütze, welche an die kleinasiatische Phrygische Mütze erinnert.

## Logo und Materialien
Bis 2018 diente als Logo ein Weihnachtsmann im Verbotsschild. Das vom Bonifatiuswerk dann eingeführte neue Logo zeigt Nikolaus und ein Kalenderblatt mit dem Datum des Nikolaustags am 6. Dezember, den liturgischen Gedenktag des Heiligen, zeigt, und versteht sich als positive Einladung, den Nikolaustag zu feiern. Die augenzwinkernd angelegte aber als starke Abgrenzung empfundene Symbolik gegen den Weihnachtsmann mit den Aspekten Umsatzsteigerung, Konsum und Käuflichkeit, die in den ersten Jahren der Kampagne bestimmend war, wird aufgegeben.
Das Bonifatiuswerk stellt zur Durchführung der Kampagne kindgerechte und didaktisch-methodische Materialien und Publikationen zur Erarbeitung des Themas für unterschiedliche Zielgruppen zur Verfügung, besonders für Kitas, Schulen und Gemeinden. Der Erlös der Aktion kommt von Anfang an wechselnden kindbezogenen Initiativen und Einrichtungen zugute, so 2016 Kinderhospizdiensten in Berlin und Halle/Saale.
Die bundesweite Eröffnung der Kampagne „Weihnachtsmannfreie Zone“ wird jährlich seit etwa 2011 immer in einer anderen Stadt ausgetragen. Beteiligt waren bisher Kinder aus Schulen, Prominente aus Kirche und Gesellschaft und Maite Kelly als Patin der „Weihnachtsmannfreien Zone“. Der thematische Schwerpunkt wechselt von Jahr zu Jahr. 2014 wurden mit dem Nikolaus, Maite Kelly, Ralph Caspers und Peter Millowitsch und 250 Grundschulkindern im Kölner Schokoladenmuseum Schoko-Nikoläuse gegossen. Unter dem Slogan „Im Haus des Nikolaus ist für alle Platz“ setzten 2015 in Hamburg rund 300 Grundschulkinder zusammen mit Maite Kelly und dem Hamburger Erzbischof Stefan Heße ein Zeichen der Solidarität. Sie bauten das Haus des Nikolaus nach, das an all jene Menschen erinnerte, die ihre Heimat verlassen mussten. Mit einer Stippvisite des heiligen Nikolaus in der Bayerischen Landesvertretung in Berlin und vor dem Brandenburger Tor wurde 2017 ein Zeichen gegen Kinderarmut in Deutschland gesetzt. 120 Berliner Schulkinder überreichten Transparente an Vertreter aus Kirche, Politik und Gesellschaft und forderten diese dazu auf, entschlossen gegen Kinderarmut vorzugehen. 2019 wurde die Kampagne in der Justizvollzugsanstalt Köln eröffnet, um – wie der heilige Nikolaus – an die gesellschaftlichen Ränder zu gehen.
Im Rahmen der Aktion wird auch der Verkauf von Schoko-Nikoläusen mit Mitra, Bischofsstab und Bischofsring neben und anstatt von Schoko-Weihnachtsmännern propagiert. Dies wird zunehmend von kleineren Schokoladenherstellern und Verbrauchern aufgegriffen.

## Aktion „Tat.Ort.Nikolaus: Gutes tun – kann jeder.“
Seit 2019 gibt es ein neues Aktionselement: „Tat.Ort.Nikolaus: Gutes tun – kann jeder.“ Mit der Aktion will das Bonifatiuswerk ganz konkret Orte aufspüren, an denen Gutes passiert. Ziel ist es, dass Einzelpersonen, Gruppen, Schulklassen, Einrichtungen oder Gemeinden selbst aktiv werden: dem Beispiel des hl. Nikolaus folgen und rund um den Nikolaustag gute Taten vollbringen bzw. Orte guter Taten schaffen. Die Aktion wird unterstützt von den Fernsehjournalistinnen Gundula Gause, Yvonne Willicks und Anna Planken, den Musikern Maite Kelly, Janus Fröhlich, Judy Bailey und Michael Herberger und dem „twitternden Mönch“ Maurus Runge, Benediktiner und Social-Media-Aktivist.

## Nikolauskurse
Seit 2015 bietet das Bonifatiuswerk einen „Zertifikatskurs Nikolaus“ in Kooperation mit verschiedenen Diözesan-Bonifatiuswerken (Augsburg, Freiburg, Paderborn) und der „Kirche im Europapark“ an. Dabei erhalten Nikolausdarsteller Informationen über Nikolaus, Legenden und Brauchtum, praktische Tipps für ihren Auftritt als Nikolaus und Hinweise auf geeignete Materialien.